# Courcouronnes
Courcouronnes ist eine Ortschaft und eine ehemalige französische Gemeinde mit 13.490 Einwohnern (Stand: 1. Januar 2018) im  Département Essonne in der Region Île-de-France. Sie gehörte zum Arrondissement Évry und zum Kanton Évry. Die Einwohner werden Courcouronnais genannt.
Mit Wirkung vom 1. Januar 2019 wurden die ehemaligen Gemeinden Évry und Courcouronnes zur Commune nouvelle Évry-Courcouronnes zusammengeschlossen und haben in der neuen Gemeinde den Status einer Commune déléguée. Der Verwaltungssitz befindet sich im Ort Évry.

## Geographie
Courcouronnes liegt in der Landschaft des Hurepoix. Im Norden wird die Ortschaft durch Ris-Orangis begrenzt, im Nordosten und Osten durch Évry, im Südosten und Süden durch Lisses und im Westen und Südwesten Bondoufle.

## Geschichte

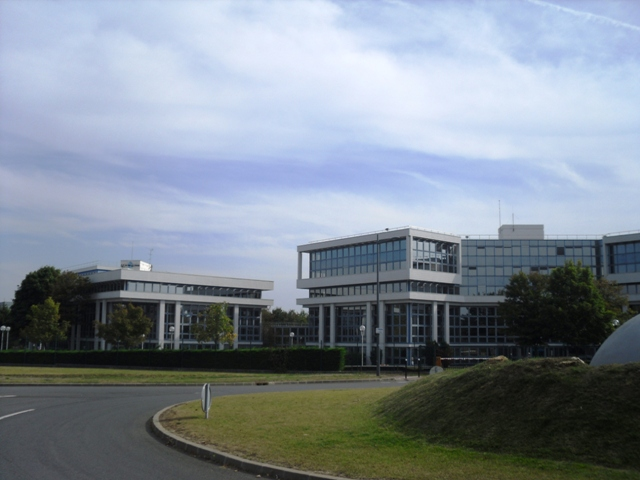
Niederlassung von Arianespace

Courcouronnes ist nachweislich bereits im 10. Jahrhundert existent. Die Reliquien des bretonischen Heiligen Gwenaël wurden hier bewahrt. 1191 wurde die erste Kirche nahe der Straße nach Versailles errichtet.
Mit der Gründung der Planstadt Évry in den 1960er Jahren kam es verzögert auch in Courcouronnes zu einem Einwohnerschub. Bedeutung gewann der Ort auch mit der Niederlassung von Arianespace.

## Bevölkerungsentwicklung
| Jahr                       | 1968 | 1975  | 1982  | 1990   | 1999   | 2006   | 2012   | 2018   |
| Einwohner                  | 179  | 4.309 | 5.071 | 13.262 | 13.954 | 14.406 | 13.602 | 13.490 |
| Quellen: Cassini und INSEE |      |       |       |        |        |        |        |        |

## Sehenswürdigkeiten

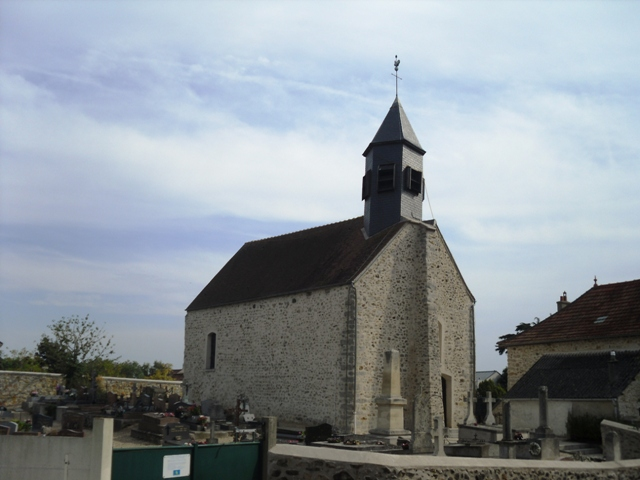
Kirche Notre-Dame-de-la-Nativité-de-la-Très-Sainte-Vierge

Siehe auch: Liste der Monuments historiques in Évry-Courcouronnes
- Kirche Notre-Dame-de-la-Nativité-de-la-Très-Sainte-Vierge
- Kirche Saint-Guénault
- Parc et Dame du Lac

## Persönlichkeiten
- Maxime Brunerie (* 1977), Attentäter
- Ismaël Omar Mostefaï (1985–2015), Terrorist
- Fatimatou Sacko (* 1985), Basketballspielerin
- Medhi Benatia (* 1987), französisch-marokkanischer Fußballspieler (Verteidiger)
- Yohann Thuram (* 1988), Fußballspieler (Torwart)
- Sarah Michel (* 1989), Basketballspielerin
- Caroline Espiau (* 1992), Skispringerin
- Lauriane Lamperim (* 1992), Trampolinturnerin
- Grâce Zaadi (* 1993), Handballspielerin
- Kimberley Rutil (* 1996), französisch-kongolesische Handballspielerin
- Houboulang Mendes (* 1998), guinea-bissauisch-französischer Fußballspieler
- Tanina Mammeri (* 2003), algerische Badmintonspielerin
- Elye Wahi (* 2003), französisch-ivorischer Fußballspieler (Angreifer)

## Gemeindepartnerschaften
Courcouronnes pflegt seit 2010 eine Partnerschaft mit der Stadt Bikele in Gabun.